# 1972 en littérature
| Années de la littérature : 1969 - 1970 - 1971 - 1972 - 1973 - 1974 - 1975    |
| Décennies de la littérature : 1940 - 1950 - 1960 - 1970 - 1980 - 1990 - 2000 |

Cet article présente les faits marquants de l'année 1972 en littérature.

## Évènements
- Les éditions des femmes, nées du MLF et particulièrement du groupe Psychanalyse et Politique, sont créées en France par 21 sociétaires réunies sous le nom de Soc des Femmes. Elles proposent comme projet à la fois littéraire et politique des œuvres rédigées par des femmes, sur les femmes ou pour les femmes centrées sur les problématiques liées à l'émancipation des femmes.
- 7 janvier : Paul Morand établit dans son Journal inutile une liste des « époques » de sa vie, en désignant chacune du nom d'une ville, sans plus de précisions.

## Parutions
Voir aussi 1972 en littérature de science-fiction.

### Bande dessinée
1. Morris et René Goscinny, Chasseur de primes, une aventure de Lucky Luke. La morphologie du personnage « Elliot Belt » est inspiré l'acteur Lee Van Cleef.

### Essais
- Simone de Beauvoir, Faut-il brûler Sade ?
- La Véritable Scission dans l'Internationale situationniste - circulaire publique de l'Internationale Situationniste, Éditions Champ libre.
- Club de Rome, « Halte à la croissance ? »
- Stanislas Adotevi, Négritude et négrologues.
- Ch. Combaluzier,  Dieu demain - Ébauche pour une dialectique de la nature et du divin, éd. du Seuil
- Georges Ranque, La Pierre philosophale (éd. Robert Laffont)
- Jean-Marie Domenach, Emmanuel Mounier (Éditions du Seuil)
- René Girard (philosophe), La Violence et le Sacré.
- Michael Robert Marrus (universitaire canadien), préface Pierre Vidal-Naquet, Les Juifs de France à l'époque de l'Affaire Dreyfus, éd. Calmann-Lévy, 348 pages.
- Jean-Jacques Raspaud et Jean-Pierre Voyer, L'Internationale situationniste. Chronologie, bibliographie, protagonistes (avec un index des noms insultés), éd. Champ libre.
- Nikolaï Taraboukine, Le Dernier Tableau. Écrits sur l'art et l'histoire de l'art à l'époque du constructivisme russe, éd. Champ libre.
- Marcien Towa, Essai sur la problématique philosophique dans l’Afrique actuelle.

#### Politique
- Gilles Deleuze, L'Anti-Œdipe – Capitalisme et schizophrénie, en collaboration avec Félix Guattari (psychanalyste), Les éditions de Minuit, coll. Critique, 494 pages.
- Éric Werner, De la violence au totalitarisme, essai sur la pensée de Camus et de Sartre, éd. Calmann-Lévy, coll. « Liberté de l'Esprit », 264 pages.

### Poésie
1. Matilde Camus, poète espagnole publie Manantial de amor ("Fontaine d'amour").

### Romans

#### Auteurs francophones
- Jean-Louis Curtis, La Chine m'inquiète, éd. Grasset. Un recueil de pastiches pseudo-révolutionnaires.
- Jean Dutourd, Le Printemps de la vie, éd.Flammarion.
- Patrick Grainville, La Toison, éd. Gallimard.
- Henri Vincenot, Le Pape des escargots, Prix Sully-Olivier-de-Serres.
- Françoise Sagan, Des bleus à l'âme, éd. Flammarion.

#### Auteurs traduits
1. Isaac Asimov, Les Dieux eux-mêmes.
2. Kathleen Woodiwiss, Quand l'ouragan s'apaise, 1er avril.
3. Alexandre Soljenitsyne, Août quatorze, Éditions du Seuil.
4. J.R.R Tolkien, La Communauté de l'Anneau.
5. J.R.R Tolkien, Les Deux Tours.

## Principales naissances
- 23 février : Jacinto Rey, écrivain espagnol.

- 16 mars : Vanessa Springora, éditrice et écrivaine française.
- 21 mars : Kilien Stengel, auteur français
- 23 mars : Régis Fender, écrivain voyageur français.
- 3 mai : Karine Tuil, romancière française.

- 16 juin : Yann Tatibouët, écrivain breton.

- 6 septembre : China Miéville, écrivain britannique.

- 25 septembre : Pierre Vabre, écrivain français.

- ? : 
  - Roman Simić, écrivain croate.
  - Alvin Pang, poète singapourien

## Principaux décès
- 7 janvier : John Berryman, poète américain, 58 ans (° 25 octobre 1914).
- 28 janvier : Dino Buzzati, écrivain, journaliste et romancier italien (° 16 octobre 1906).
- 2 février : Natalie Clifford Barney, femme de lettres américaine d'expression française (° 31 octobre 1876).
- 11 mars : Fredric Brown, écrivain américain de science-fiction et de romans policiers, mort à 65 ans.
- 16 avril : Yasunari Kawabata, écrivain japonais, prix Nobel de littérature en 1968 (° 11 juin 1899).
- 14 août : Jules Romains, écrivain français, 87 ans (° 26 août 1885).
- 21 septembre : Suicide de Henry de Montherlant, romancier, essayiste, auteur dramatique et académicien français, 77 ans (° 20 avril 1895).
- 2 novembre : Alexander Bek, écrivain soviétique (° 3 janvier 1903).
- 20 novembre : Ennio Flaiano, écrivain italien, dramaturge, romancier, scénariste de films, journaliste et critique dramatique (° 5 mars 1910).